# Frode Weierud
Frode Weierud ist ein norwegischer Amateurkryptologe. Neben seiner früheren beruflichen Tätigkeit als Ingenieur beim CERN ist er hauptsächlich bekannt durch seine mehr als vierzigjährige Arbeit als Historiker und Kryptologe, die sich in zahlreichen Veröffentlichungen auf diesen Gebieten niederschlägt.

## Wirken
Frode Weierud befasst sich mit klassischer Kryptologie und ihrer Geschichte, insbesondere mit Verschlüsselungsverfahren des Zweiten Weltkriegs. Zu diesem Thema betreibt er eine Website namens Crypto Cellar Research. Sein spezielles Interesse gilt der im Funkverkehr der deutschen Militärs im Zweiten Weltkrieg eingesetzten Rotor-Schlüsselmaschine Enigma und ihrer Kryptanalyse, worüber er eine Vielzahl von Fachaufsätzen veröffentlicht hat, beispielsweise Breaking German Army Ciphers im Jahr 2005 in der Fachzeitschrift Cryptologia zusammen mit Geoff Sullivan.
Im Jahr 2000 wurde ihm vom Bletchley Park Trust der besondere Titel eines Forschungsgelehrten (Visiting Research Scholar) von Bletchley Park verliehen, also der Stelle im Vereinigten Königreich, die sich während des Zweiten Weltkriegs erfolgreich mit der Entzifferung des geheimen Nachrichtenverkehrs der deutschen Wehrmacht befasst hat und heute ein Museum ist. Diese Ehrung erhielt er gleichzeitig mit Ralph Erskine und David Hamer.
Frode Weierud ist Mitglied der Crypto Simulation Group (CSG) und lebt in Oslo.

## Schriften (Auswahl)
- C.H.O’D. Alexander: Stecker Knock-Out. Hrsg.: Frode Weierud. Juli 1998 (englisch, Online [PDF; 38 kB; abgerufen am 26. Oktober 2016] Originaltitel: Stecker Knock-out. Blechtley Park, UK 1944.).
- David H. Hamer, Geoff Sullivan, Frode Weierud: Enigma Variations: an Extended Family of Machines. In: Cryptologia. Band 22, Nr. 3, Juli 1998, ISSN 0161-1194 (englisch, Online [PDF; 74 kB; abgerufen am 26. Oktober 2016]).
- Geoff Sullivan, Frode Weierud: Breaking German Army Ciphers. In: Cryptologia. Band 29, Nr. 3, Juli 2005, ISSN 0161-1194, S. 193–232 (englisch, web.archive.org [PDF; 1,5 MB; abgerufen am 26. Oktober 2016]).
- Philip Marks, Frode Weierud: Recovering the Wiring of Enigma's Umkehrwalze A. In: Cryptologia. Band 24, Nr. 1, Januar 2000, ISSN 0161-1194, S. 55–66, doi:10.1080/0161-110091888781 (englisch, Online [PDF; 146 kB; abgerufen am 26. Oktober 2016]).